# Ellmau
Ellmau – gmina w zachodniej Austrii, w kraju związkowym Tyrol, w powiecie Kufstein. Liczy 2717 mieszkańców (1 stycznia 2015).